# Bình Hòa Nam
Bình Hòa Nam là một xã thuộc huyện Đức Huệ, tỉnh Long An, Việt Nam.
Xã Bình Hòa Nam có diện tích 71,15 km², dân số năm 1999 là 6.880 người, mật độ dân số đạt 97 người/km².